# Zapadna Morava
Zapadna Morava je rijeka u središnjoj Srbiji duga 308 km. Zajedno s Južnom Moravom čini Veliku Moravu.

## Opis
Zapadna Morava nastaje u polju Tašti, istočno od  Požege od  Golijske Moravice i  Đetinje. U ovom polju se u Đetinju s lijeve strane ulijeva Skrapež, ali na manje od jednog kilometra od ušća Skrapeža, Đetinja se sreće s Golijskom Moravicom, stvarajući Zapadnu Moravu. Zbog blizine ušća Đetinje, Skrapeža i Golijske Moravice, neki izvori smatraju sve tri rijeke direktnim krakovima Zapadne Morave, ali pošto je Golijska Moravica 23 km duža, ona se smatra glavnim krakom. Mjerena od izvora Golijske Moravice, Zapadna Morava je dugačka 308 km dok je duljina same Zapadne Morave 208 km.
U Zapadnu Moravu se ukupno ulijeva 85 pritoka. Rijeka je nekada bila duža (319 km), ali zbog regulacije toka, ona je skraćena. Zapadna Morava ima prosječan protok od 120 m/s3, ali je odlikuju ekstremna kolebanja, što se odlikuje velikim poplavama. Sliv Zapadne Morave iznosi 15.849 km² (42,3 % cijelog slijeva Velike Morave), pripada Crnomorskom slivu, a sama rijeka nije plovna.

## Gradovi na Zapadnoj Moravi
- Užice
- Čačak
- Kraljevo
- Trstenik
- Kruševac